# Peres de Oliveira
Peres Spindula de Oliveira (Governador Valadares, 4 de novembro de 1974) é um ex-futebolista brasileiro que atuava como meio-campista.

## Carreira
Iniciou sua carreira no Democrata, de Governador Valadares, depois passou por diversas equipes do Espírito Santo, até chegar ao futebol singapureano, em 2001, para atuar no Home United, onde fez um sucesso jogando ao lado do também brasileiro Egmar e do astro singapureano Indra Sahdan.

## Títulos
Home United
- S-League: 2003[1]

Tampines Rovers
- Copa de Singapura: 2006[1]

### Prêmios individuais
- Jogador do ano da S.League: 2003[1]
- Artilheiro da S.League: 2003[1]